# Servei de xarxa
Un servei de xarxa és la creació d'una xarxa de treball en un ordinador. Generalment els serveis de xarxa són instal·lats en un o més tallafocs del servidor seleccionat. Això facilita l'ús i la fallada de molts usuaris.

## Entenent els serveis de xarxa
Un administrador de xarxa ha de mantenir i desenvolupar la infraestructura de xarxa d'un negoci.
Aquest es crea quan es connecta dos o més equips d'una xarxa a través de cables a un eix central, o a través de dispositius sense fils per compartir informació i recursos.
Sovint classifiquen d'acord amb la seva grandària, les xarxes d'àrea àmplia (WAN) es refereixen a les xarxes que s'estenen més enllà d'un sol edifici, com les que cobreixen els planters escolars o ciutats senceres. Aquest tipus de xarxa utilitza satèl·lits i ones de radi per cobrir grans distàncies i pot ser utilitzat per a les comunicacions entre països i global. Organitzacions més petites, sense finalitats de lucre operen amb èxit utilitzant una xarxa d'àrea local (LAN).

## Serveis de xarxa en xarxes locals
Els serveis de xarxa són configurats en xarxes locals corporatives per mantenir la seguretat i l'operació amigable dels recursos. També aquests serveis ajuden a la xarxa local a funcionar sense problemes i eficientment. Les xarxes locals corporatives usen serveis de xarxa com DNS (Domain Name System) per donar noms a les adrecis IP i MAC (les persones recorden més fàcilment noms com"nm.ln" que nombres com "210.121.67.18"), i DHCP per assegurar que tots a la xarxa tenen una adreça IP valguda.
Realitzar tasques d'administració de xarxa sense tenir comptes d'usuari per rastrejar les activitats dels usuaris (il·legal o no) o sense tenir DHCP per automatitzar l'assignació d'adreces IP als nodes de la xarxa o sense tenir DNS per facilitar l'accés a adreces IP seria una tasca molt problemàtica. Activar aquests serveis de xarxa automatitza tasques d'administració molt complexes i que poden consumir molt temps, i per punt facilita les tasques d'un administrador de xarxes.

## Serveis de xarxa més comuns
Els serveis de xarxa més comuns són:
- Protocol de Configuració Dinàmica de Host (DHCP)

El Protocol de Configuració Dinàmica de Host (DHCP) és un estàndard del Grup de Treball d'Enginyeria d'Internet (IETF), dissenyat per reduir la càrrega administrativa i la complexitat de la configuració de hosts en un Protocol de Control de Transmissió / Protocol d'Internet (TCP/IP) basat en xarxa, com una organització privada intranet.
El procés de configuració TCP/IP en els equips clients DHCP és automàtic al:
- Gestionar centralment adreces IP i altres paràmetres de configuració relacionats,
- Utilitzar equips clients per sol·licitar i acceptar informació de configuració TCP/IP dels servidors DHCP,
- Utilitzar agents de retransmissió DHCP per passar informació entre clients i servidors DHCP.

- Protocol Simple d'Administració de Xarxa (SNMP)

El Protocol Simple d'Administració de Xarxa o SNMP, és l'estàndard utilitzat per a la gestió de xarxes TCP/IP. Actualment és l'estàndard de gestió de xarxa més popular, a causa de la seva simplicitat d'implementació i el moderat en el consum del temps del processador i recursos de xarxa. La versió més avançada SNMPv2, també és compatible per a xarxes basades en el Model OSI.
SNMP funciona enviant missatges, coneguts com a Protocols d'Unitat de Dades o PDUs a diferents parts de la xarxa i està compost per dos elements bàsics: estacions de treball i agents.
Una estació de treball o gestor es refereix als elements actius encarregats de monitorar la xarxa, els elements actius. És un programari que recull i monitoriza els diferents agents que es troben en els nodes de la xarxa, les dades que aquests han anat obtenint, a més del funcionament dels equips de enrutament i adreçament de la xarxa.
L'agent es refereix als elements passius incorporats als dispositius de xarxa com routers, switchs, hubs, servidors, etc. Són els responsables de recollir informació a nivell local i emmagatzemar-la per a accessos posteriors del gestor, cada agent manté una base de dades local d'informació rellevant, coneguda com a Base d'Informació de Gestió (MIB).
- Correu electrònic

Els sistemes de correu electrònic consisteixen en dos sub sistemes: els agents d'usuari i els agents de transferència de missatges.
Un agent d'usuari (MUA) normalment és un programa (de vegades anomenat lector de correu) que accepta una varietat de comandos per compondre, rebre i contestar els missatges, així com per manipular les bústies de correu. Alguns agents d'usuari tenen una interfície elegant operada per menús o per icones que requereix un ratolí, mentre que uns altres esperen comandos d'un caràcter des del teclat. Funcionalment, tots dos són iguals.
Un agent de transferència de missatge (MTA) transfereix missatges de correu electrònic entre hosts usant el Protocol per a la Transferència Simple de Correu Electrònic o SMTP. Un missatge pot passar per molts MTAs a mesura que aquest es mou fins a arribar a la seva destinació.
- Domain Name System (DNS)

El DNS és el servei d'Internet que permet traduir el nom d'un lloc web o altres dominis en una adreça IP, ja que és alfabètic, de manera que així se li fa més fàcil al propietari o a l'usuari de recordar. El servidor DNS executa una aplicació de xarxa la qual processa la cadena URL o adreça Web i en conjunt amb la base de dades realitza l'acció de conversió en una adreça IP.
- Protocol de transferència d'arxius (FTP)

FTP és la forma més fàcil de transferir arxius entre ordinadors a través d'Internet i utilitza TCP, el protocol de control de transmissió, i la IP, sistemes d'Internet per fer tasques de càrrega i descàrrega.
TCP/IP són els dos protocols més importants que mantenen a la internet sense problemes. TCP gestiona la transferència de dades, mentre que IP dirigeix el tràfic a adreces d'Internet. FTP és un subordinat de llançadores arxius d'anada i tornada entre el servidor FTP i un client FTP/TCP. A causa de FTP requereix que els dos ports estiguin oberts el servidor i dels clients facilita l'intercanvi de grans arxius d'informació.
En primer lloc, vostè com a client realitza una connexió de control TCP al port del servidor FTP 21, que romandrà oberta durant el procés de transferència. En resposta, el servidor FTP obre una segona connexió que és la connexió de dades des del port del servidor 20 a la seva computadora.
Utilitzant la manera activa de FTP estàndard, l'ordinador es comunica el nombre de port en el qual estarà al seu costat per rebre la informació del controlador i l'adreça IP, ubicació d'Internet de la qual o al com desitja transferir arxius.
- Servei de directori
- Servei d'impressió
- Network File System (NFS)